# Tesco Mobile
Tesco Mobile Limited (trading come Tesco Mobile) è un operatore di rete mobile virtuale (MVNO) nel Regno Unito, Irlanda, Slovacchia, Ungheria e Repubblica Ceca.
È gestito da Tesco, utilizzando la rete mobile O2 come vettore tranne in Ungheria, dove l'operatore di rete è Vodafone e in Irlanda, dove l'operatore di rete è 3 Three Ireland.
I servizi di rete supportati nel Regno Unito sono: Voicemail, Call Waiting.
I servizi di rete non supportati nel Regno Unito sono: messaggi vocali visivi, chiamate in conferenza e trasferimento di chiamata (anche in deviazione).
Il 30 gennaio 2014 Tesco Mobile ha iniziato a offrire il servizio 4G ai suoi clienti Pay Monthly e Sim Only senza costi aggiuntivi, estendendo il servizio ai clienti di Pay As You Go il 24 luglio 2014.
I servizi di assistenza clienti Tesco Mobile sono affidati a O2 Communications Ltd a Bury, Greater Manchester.
I servizi di supporto tecnico sui dispositivi sono affidati a LucidCX con sede a Bristol.
I servizi di riparazione dei dispositivi sono contratti con A Novo UK Ltd.